# Sarstedt AG & Co. KG
Die Sarstedt AG & Co. KG ist ein weltweit führender Hersteller von Labor- und Medizintechnik mit Stammsitz in Nümbrecht im Oberbergischen Kreis.
Das 1961 von Walter Ernst Sarstedt (* 10. Dezember 1935; † 17. Mai 2013) in einer Garage in Nümbrecht-Rommelsdorf mit Kunststoffspritzguss gegründete Unternehmen beschäftigt heute rund 3.000 Mitarbeiter in 35 Vertriebsgesellschaften und 13 Produktionsstätten in Europa, Australien, Nord- und Südamerika (Stand Ende 2024). Die Geschäftsfelder gliedern sich in die Bereiche Präanalytik, Laborautomation, Probentransport und Life Science.

## Produkte
Produkte der Firma Sarstedt kommen  in der medizinischen Versorgung und diversen Laboren zum Einsatz. Hierzu zählt auch die universitäre / industrielle Forschung und Analytik. Im Fokus der Produktpalette steht das in den 1980er Jahren entwickelte Blutentnahme-System S-Monovette. Die S-Monovette ermöglicht eine Blutentnahme mittels Aspirations- und
Vakuumtechnik. Neben dem Blutentnahme-System produziert und vertreibt Sarstedt weitere diagnostische Produkte und Lösungen für die Ent- und Aufnahme von Patientenmaterial. Auch diverse Laborprodukte, Automatisierungslösungen für das Sortieren, Verteilen und Aliquotieren von Proben sowie Lösungen für den Transport von klinischen Proben / Patientenproben zählen zum Sortiment des Unternehmens.

## Förderung der Wissenschaft
Seit 1986 engagiert sich das Unternehmen in der Forschung wegweisender methodisch-analytische Verfahren. Insgesamt sechs Mal verlieh man zunächst den eigenen, mit 50.000 DM dotierten, Sarstedt-Forschungspreis. Seit dem Jahr 2008 unterstützt Sarstedt den im zweijährlichen Rhythmus verliehenen Forschungspreis für Biochemische Analytik der Deutschen Gesellschaft für Klinische Chemie und Laboratoriumsmedizin (DGKL) mit einer Fördersumme von 50.000 Euro. Zuletzt wurde der Preis im Jahr 2024 an Rudolf Valenta, für seine wegweisenden Arbeiten zur molekularen Diagnose und Therapie von allergischen und infektiösen Krankheiten übergeben.